# Carnegie Hall (film)
Pour les articles homonymes, voir Carnegie Hall (homonymie).
Pour plus de détails, voir Fiche technique et Distribution.
Carnegie Hall est un film américain, mélodrame musical, réalisé par Edgar George Ulmer en 1947.

## Synopsis
Nora Ryan est veuve après la mort de son mari Tony Salernon, homme au très mauvais caractère. Elle est employée au Carnegie Hall et cherche à transmettre à son fils Tony l'amour de la musique classique. Mais Tony rencontre la chanteuse de jazz Ruth Haines et se détourne de la musique classique. Tony devient très populaire. Grâce à un ami, John Donovan, la mère et le fils  se réconcilient. Tony dirige, au Carnegie Hall, sa rhapsodie pour jazz.

## Fiche technique
- Titre : Carnegie Hall
- Titre original :
- Réalisation : Edgar George Ulmer
- Scénario : Karl Kamb d'après l'histoire de Seena Owen
- Photographie : Eugène Schufftan, William Miller
- Montage : Fred R. Feltshans
- Musique originale :  Charles Previn, Boris Morros, Gregory Stone
- Direction artistique :  Max Rée
- Costumes :  Max Rée
- Maquilleur : Fred Ryle
- Producteurs : William LeBaron, Boris Morros
- Sociétés de production : Federal Films
- Société de distribution : Artistes associés
- Pays de production :  États-Unis
- Langue : anglais
- Format : Noir et blanc
- Genre : Film dramatique, Film noir
- Durée : 100 minutes
- Dates de sortie :
  - États-Unis : 28 février 1947
  - France : 8 juillet 1947

## Distribution
- Marsha Hunt : Nora Ryan
- William Prince : Tony Salerno Jr.
- Frank McHugh : John Donovan
- Martha O'Driscoll : Ruth Haines
- Hans Jaray : Tony Salerno senior
- Walter Damrosch : lui-même
- Wolfgang Zilzer : un serveur

## Musique
Plusieurs grands noms de la musique classique des années 1940 apparaissent dans le film : Walter Damrosch, Bruno Walter , Artur Rodzinski, Fritz Reiner Leopold Stokowski (chefs d'orchestre) ; Risë Stevens, Lily Pons, Jan Peerce,Ezio Pinza (artistes  lyriques) ;  Arthur Rubinstein, Gregor Piatigorsky, Jascha Heifetz (interprètes).
- Richard Wagner, prélude des Maîtres chanteurs de Nuremberg, New York Philharmonic, Bruno Walter,
- Sergei Rachmaninoff , Vocalise, chanté par Lily Pons
- Léo Delibes – Bell Song, opéra Lakmé, chanté par Lily Pons
- Camille Saint-Saëns, the swan, Carnaval des animaux, Gregor Piatigorsky, violoncelle
- Georges Bizet, Seguidilla de  Carmen – chanté par  Risë Stevens (mezzo-soprano)
- Ludwig van Beethoven – Symphony No. 5, New York Philharmonic, Artur Rodziński,
- Frédéric Chopin, Polonaise héroïque, Arthur Rubinstein, piano
- Manuel de Falla, "Ritual Fire Dance", Arthur Rubinstein, piano
- Eduardo di Capua , "’O sole mio", chanté par Jan Peerce, ténor
- Giuseppe Verdi, Il lacerato spirito dansSimon Boccanegra'', chanté par Ezio Pinza, basse
- Wolfgang Amadeus Mozart, Fin ch'han dal vino dans Don Giovanni, chanté par  Ezio Pinza, basse
- Sam Coslow, Beware, My Heart, chanté par Vaughn Monroe
- Frank L. Ryerson, Wilton Moore , The Pleasure's All Mine, chanté par Vaughn Monroe
- Pyotr Ilyich Tchaikovsky, concerto en D major pour violon, premier  mouvement, New York Philharmonic, Fritz Reiner (chef d'orchestre), Jasha Heifetz (violon)
- Pyotr Ilyich Tchaikovsky, Symphonie No. 5, second mouvement, New York Philharmonic, Leopold Stokowski
- Hal Borne, Brown Danube, chanté par Harry James
- Léo Delibes, Ah!... Par les dieux inspirés, Où va la jeune indoue from opera Lakmé, chanté par Lily Pons
- Camille Saint-Saëns, Mon cœur s'ouvre à ta voix , opéra Samson et Dalila, chanté par Risë Stevens, mezzo-soprano

## Tournage
Carnegie Hall est le premier film  enregistré avec un son stéréophonique 12 pistes.
Le tournage du film commence le 5 août 1946 et se termine le 17 octobre ; il est tourné aux studios Carnegie Hall et à ceux de Fox Movietone News de New-Yok. le film a coûté 1,7 million de dollars.